# Luhyňa
Luhyňa (in ungherese Legenye) è un comune della Slovacchia facente parte del distretto di Trebišov, nella regione di Košice.